# 伦敦 (肯塔基州)
伦敦（英語：London），是美国肯塔基州的一座城市。建立于1825年，面积约为26.7平方公里（10.3平方英里）。根据2010年美国人口普查，该市的人口为10,003人。